# Tetrardisia porosa
Tetrardisia porosa là một loài thực vật có hoa trong họ Anh thảo. Loài này được (C.B. Clarke) Furtado miêu tả khoa học đầu tiên năm 1959.